# М2 (Стамбульський метрополітен)
М2, Єнікапи-Хаджиосман (тур. M2 Yenikapı-Hacıosman metro hattı) — історично друга лінія Стамбульського метрополітену. Прямує північ-південь під Бююкдере Авеню. M2 починається станцією Хаджиосман у Сариєр і закінчується станцією Єнікапи на півдні центру району Фатіх. Існує виделкове відгалуження Санаї Махллесі — Сейрантепе, де знаходиться Türk Telekom Arena.

## Хронологія
- 19 серпня 1992: початок будівництва M2.
- 12 червня 1994: дистанція Таксім - Шишлі завершена.
- 8 липня 1994: дистанція Шишлі - 4. Левент завершена.
- 30 квітня 1995: два тунелі збиті між собою.
- 11 січня 1999: Перші потяги рушили у тестовий рейс.
- 16 вересня 2000: дистанція Таксім - 4. Левент відкрита.
- 31 січня 2009: дистанції Таксім - Шишхане і 4. Levent-Atatürk Oto Sanayi відкрито.
- 2 вересня 2010: дистанція до Дарюшшафака відкрито.
- 11 листопада 2010: дистанція до Сейрантепе відкрито.
- Травень 2011 північне розширення до Хаджиосман відкрито.
- 15 лютого 2014: із відкриттям метромосту Золотий Ріг, M2 лінія повністю в експлуатації з Єнікапи до Хаджиосман[2][3]

## Станції

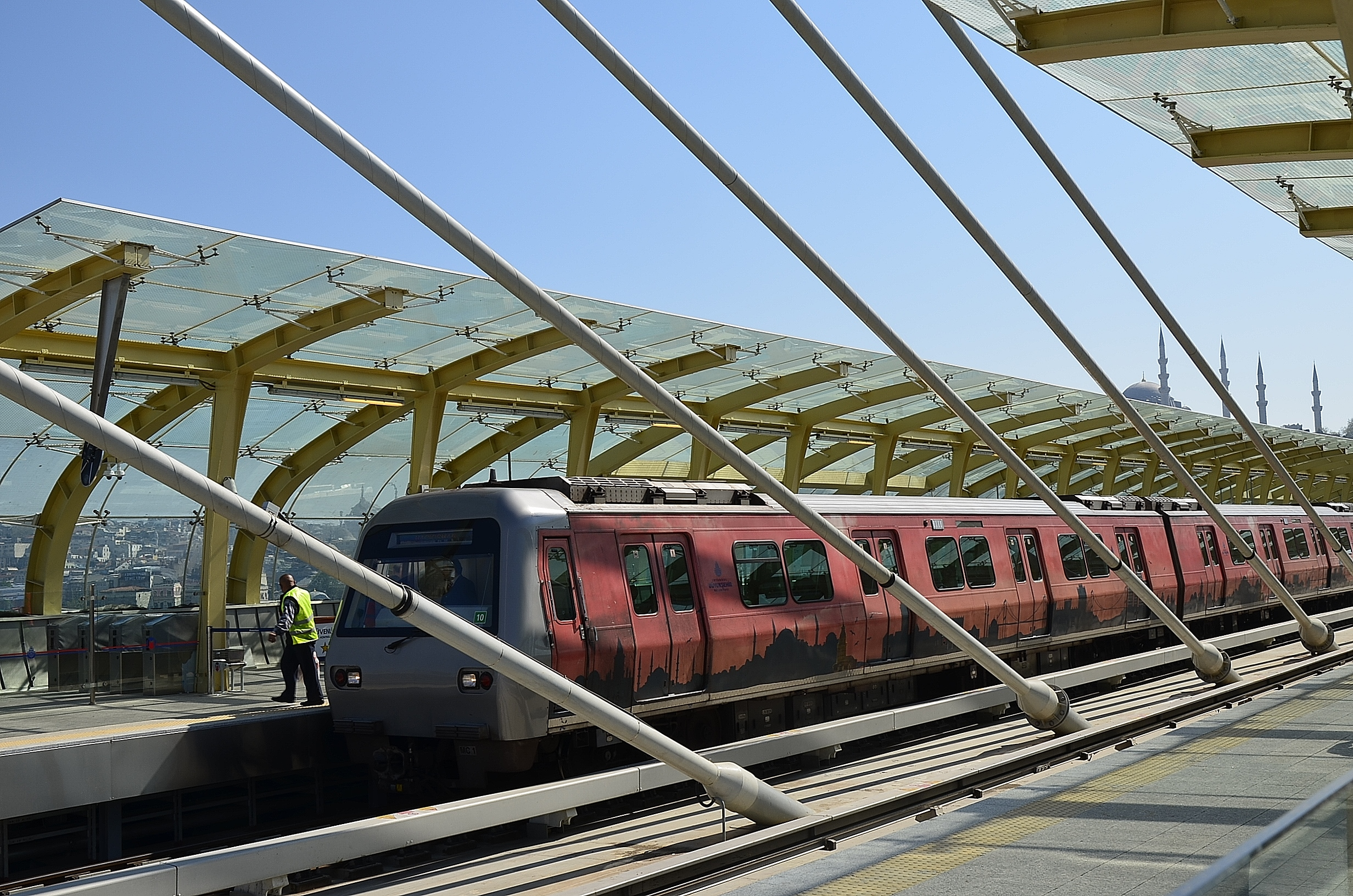
Стамбульський метрополітен лінії М2 перетинає міст метро Золотий Ріг

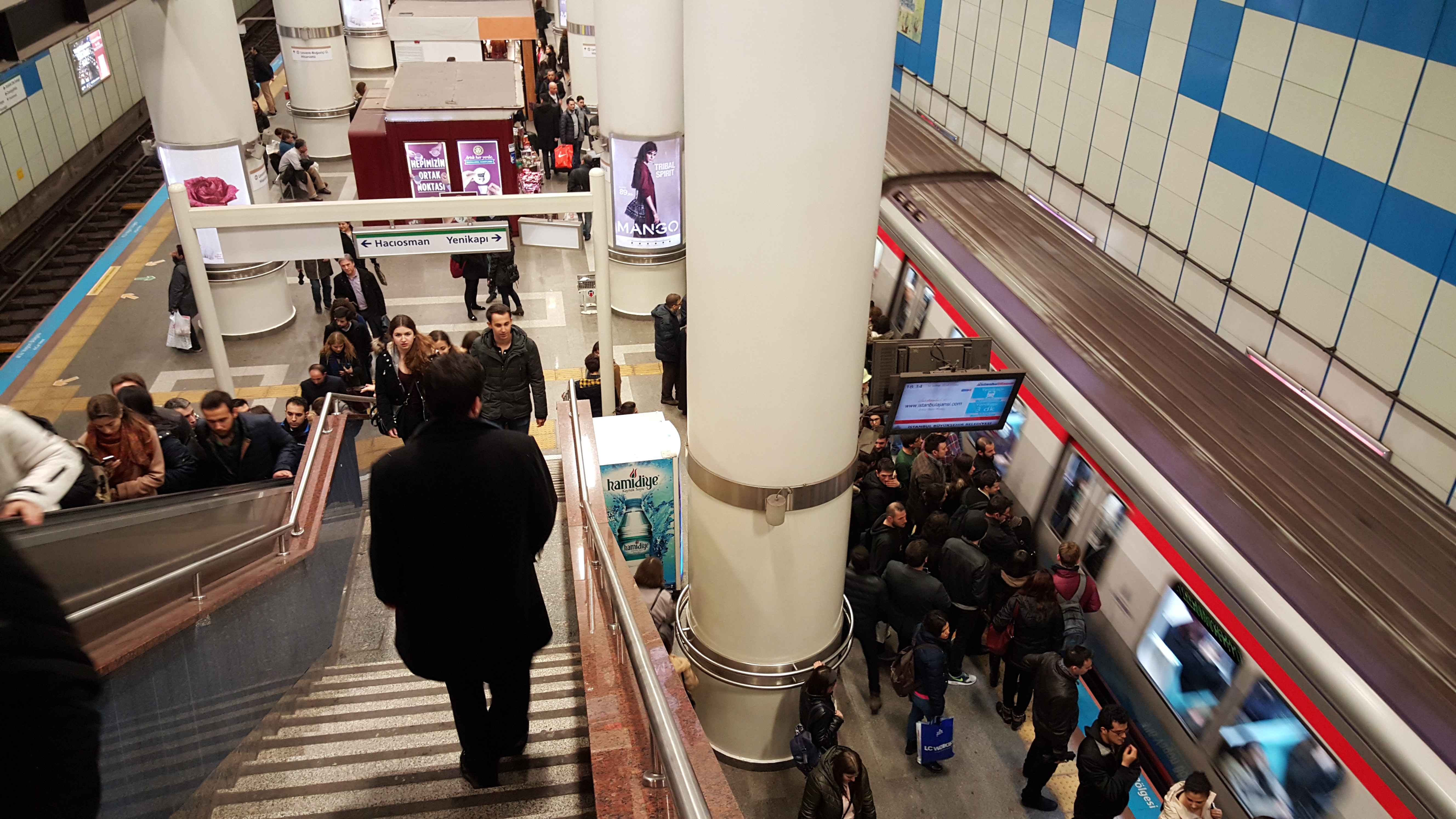
станція Левент

| No                                     | Станція             | Район            | Пересадка                                                                           | Тип       | Примітки |
| -------------------------------------- | ------------------- | ---------------- | ----------------------------------------------------------------------------------- | --------- | --- |
| 1                                      | Бакиркей-Інджирлі   | Бакиркей         | ・                                                                                  | Підземна  | Палац юстиції Бакиркей |
| 2                                      | Османіє             | Бакиркей         |                                                                                     | Підземна  | |
| 3                                      | Зейтінбурну-Адліє   | Зейтінбурну      |                                                                                     | Підземна  | Плоша Зейтінбурну |
| 4                                      | Силіврікапи         | Фатіх            |                                                                                     | Підземна  | |
| 5                                      | Коджамустафапаша    | Фатіх            |                                                                                     | Підземна  | Стамбульський університет - Джеррахпаша |
| ↑↑Плановано до побудови після 2029 ↑↑  |                     |                  |                                                                                     |           | |
| 6                                      | Єнікапи             | Фатіх            | ・・ (Термінал Єнікапи)                                                             | Підземна  | Трамвайна зупинка Аксарай 750 м пішки |
| 7                                      | Везнеджилер         | Фатіх            | (трамвайна зупинка Лалелі - Стамбульський університет)・)・                         | Підземна  | Кампуси Стамбульського університету Лалелі та Везнеджилер・Мечеть Шехзадебаши・Мечеть Сулейманіє                                                  |
| 8                                      | Галіч               | Фатіх & Бейоглу  | (споруджується) (трамвайна зупинка Кючюкпазар)                                      | Міст      | Метроміст Золотий Ріг・Міст Ататюрка・Мечеть Соколлу Мехмед Паша (Азапкапи)                                                                       |
| 9                                      | Шишхане             | Бейоглу          | (Бейоглу (Тюнель))・ Стамбульський ностальгічний трамвай (трамвайна зупинка Тунель) | Підземний | Вулиця Істікляль・Земін-Істанбул・Галатська башта ・Касимпаша                                                                                     |
| 10                                     | Таксим              | Бейоглу          | ・                                                                                  | Підземний | Площа Таксим・Мечеть Таксим・Парк Таксим-Гезі・Культурний центр Ататюрка・Вулиця Істікляль ・ Приблизно 1 км від станції Ташкішла канатної дороги |
| 11                                     | Османбей            | Шишлі            |                                                                                     | Підземний | Пангалти・Нішанташи |
| 12                                     | Шишлі — Меджидієкей | Шишлі            | ・                                                                                  | Підземний | Джевахір・Профіло AVM・Trump Towers Istanbul・Мечеть Шишлі・Площа Меджидієкей                                                                     |
| 13                                     | Гайреттепе          | Шишлі            | (будується)・(зупинка метробуса Зінджирлікую)                                       | Підземний | Зінджирлікую・Зорлу-центр・Асторія АВМ |
| 14                                     | Левент              | Бешикташ & Шишлі | M6 (Levent - Boğaziçi Üniversitesi/Hisarüstü) Metro Hattı                           | Підземний | MetroCity AVM・Каньйон (торговий центр)・ОзділекПарк・Гюльтепе・Мечеть Левент・Іш-Кулелері                                                        |
|                                        | 4. Левент           | Кягитхане        | (проект)                                                                            | Підземний | Istanbul Sapphire・Новий Левент・QNB Finansbank                                                                                                   |
| 16                                     | Санаї               | Кягитхане        | M2 човникова лінія метро                                                            | Підземний | До шаттла до Сейрантепе можна дістатися, змінивши платформу.                                                                                      |
| 17                                     | І.Т.У.-Аязага       | Сариєр           |                                                                                     | Підземний | Стамбульський технічний університет \|(Кампус Аязага)・Маслак                                                                                     |
| 18                                     | Ататюрк Ото Санаї   | Сариєр           |                                                                                     | Підземний | |
| 19                                     | Дарюшшафака         | Сариєр           |                                                                                     | Підземний | Міський ліс Ататюрка |
| 20                                     | Хаджиосман          | Сариєр           |                                                                                     | Підземний | Міський ліс Ататюрка |
| ↓↓ Плановано до побудови після 2029 ↓↓ |                     |                  |                                                                                     |           | |
| 21                                     | Чаїрбаши            | Сариєр           |                                                                                     | Підземні  | |
| 22                                     | Бююкдере            | Сариєр           |                                                                                     | Підземні  | Пристань Бююкдере |
| 23                                     | Сариєр              | Сариєр           |                                                                                     | Підземні  | Пристань Сариєр |

M2 Човникова лінія
| No | Станція    | Район     | Пересадка                           | Тип      | Примітки           |
| -- | ---------- | --------- | ----------------------------------- | -------- | ------------------ |
| 1  | Санаї      | Кягитхане |                                     | Підземна |                    |
| 2  | Сейрантепе | Кягитхане | (Сейрантепе (станція фунікулера))・ | Підземна | Тюрк-Телеком-Арена |